# Södertäljeleden
Södertäljeleden er en vandvej som forbinder Østersøen med Mälaren syd for Stockholm i Sverige. 
Södertäljeleden begynder ved fyret Landsort og går gennem Krabbfjärden og Svärdsfjärden, forbi øerne Fifång og Mörkö, gennem Skanssundet og videre gennem Himmerfjärden, Näslandsfjärden samt Järnafjärden ind i den smallea Hallsfjärden til havnen i Södertälje. Derfra fortsætter den under Igelstabron, gennem Södertälje kanal og Linasundet til Södertäljeviken som er en del af Mälaren.
Dybden i Igelstaviken er 8,2 meter og der er en gennemsejlingshøjde under broen på 39,9 meter. Gennem sluserne og Linasundet er der en dybde på 7,6 meter og en frihøjde på 23,5 meter.

## Eksterne kilder og henvisninger
- Södertäljeleden

59°8′10″N 17°40′47″Ø / 59.13611°N 17.67972°Ø